# Eleutherodactylus rufescens
Eleutherodactylus rufescens es una especie de anfibio anuro de la familia Eleutherodactylidae.

## Distribución geográfica
Esta especie es endémica de Michoacán en México. Habita por encima de los 2000 m de altitud en la Sierra de Coalcomán.

## Publicación original
- Duellman & Dixon, 1959 : A new frog of the genus Tomodactylus from Michoacan, Mexico The Texas Journal of Science, vol. 11, n.º 1, p. 78-82.[5]